# Real Monasterio de la Encarnación

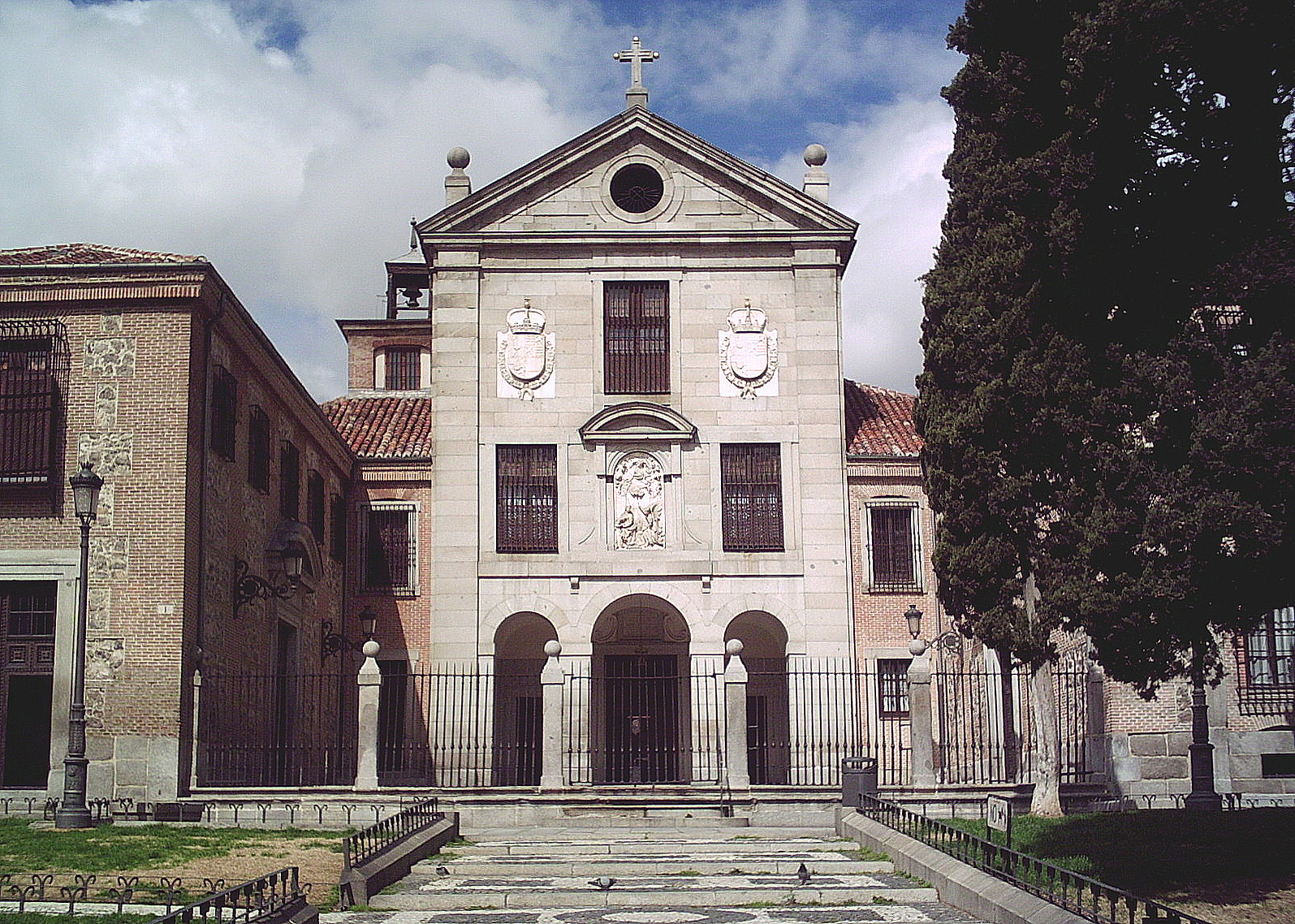
Real Monasterio de la Encarnación

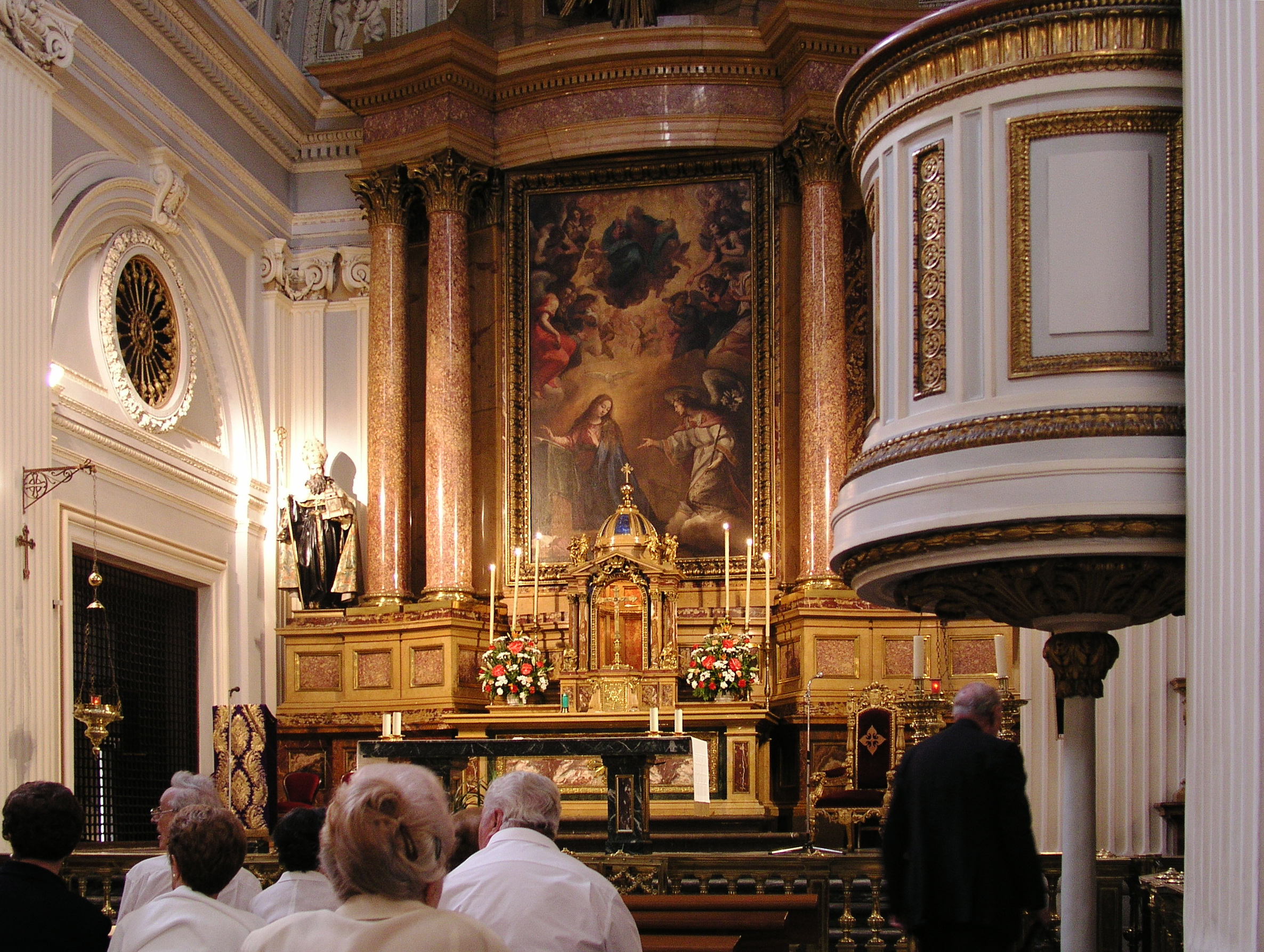
Högaltaret

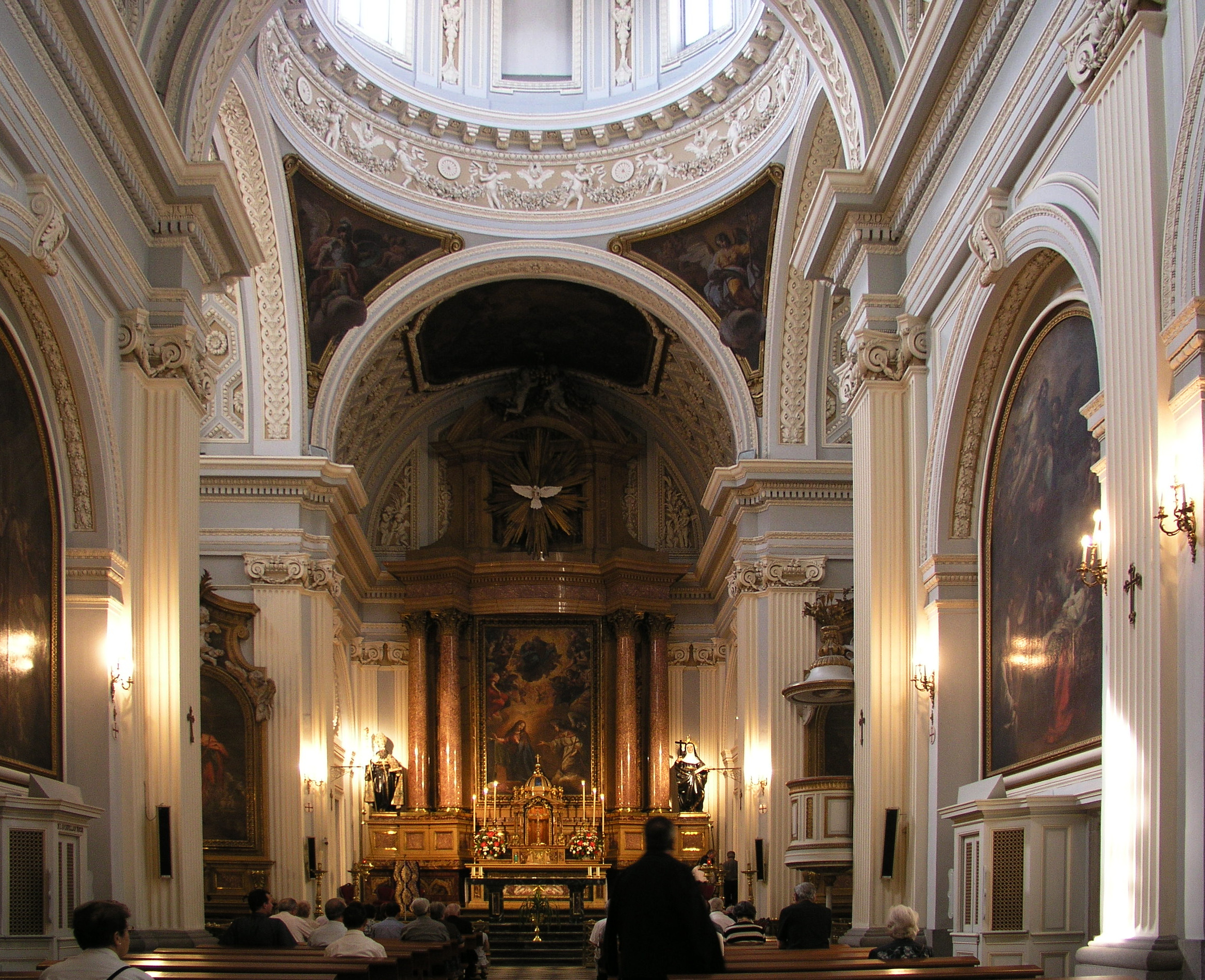
Interiör av kyrkan

Real Monasterio de la Encarnación är ett nunnekloster i Madrid i Spanien, tillhörande Orden de Agustinos Recoletos, en augustinerorden.
Real Monasterio de la Encarnación ("Förköttsligandets kungliga kloster") grundades av drottning Margareta av Österrike, hustru till Filip III. Klostret tillhör en religiös orden, men är trots detta öppna för allmänheten under överseende av Patrimonio Nacional sedan 1965. Nunnorna kallas ibland för "las Margaritas".
Motivet för att grundlägga klostret för drottning Margareta var att fira att maken Filip II:s utdrivande av Spaniens moriska befolkning. Klostret byggdes bredvid palatset Real Alcázar och hade en förbindelsegång för att underlätta tillträde av kungligheterna. Det invigdes den 2 juli 1616, några år efter drottningens död.
Klostret ritades av arkitekten och lekmannabrodern Alberto de la Madre de Dios och uppfördes 1611-16. Den dekorerades rikligt, bland annat med altarbilder och fresker av konstnärer som arbetade vid hovet, som Vicente Carducho och Juan van der Hamen. Carducho står för målningar på högaltaret. 
Kyrkans interiör dekorerades om under 1700-talet, då bland annat nya fresker av Francisco Bayeu tillkom. De små personskulpturerna och reliefen av Kristus är skapade av Isidro Carnicero.